# Magnum Ignotum: Preludium
Magnum Ignotum: Preludium – siódmy studyjny album poznańskiego rapera Donguralesko. Wydawnictwo ukazało się 20 listopada 2015 roku nakładem wytwórni muzycznej Szpadyzor Records. W utworze „Ikar“ udzielił się jedyny gość na płycie, raper Małpa. Produkcji nagrań podjęli się: The Returners, Lanek, Ceha, SoDrumatic, Amatowsky, Świerzba, Tasty Beatz, Młody/Heavy Mental i 2DK.
„Magnum ignotum” w języku łacińskim oznacza wielką niewiadomą.
2 marca 2016 roku płyta uzyskała w Polsce status złotej. Jednakże raper odmówił przyjęcia wyróżnienia.

## Lista utworów
Opracowano na podstawie materiału źródłowego.
1. „Maya” (prod. Tasty Beatz)
2. „Brudny algorytm” (prod. Ceha)
3. „Umarli poeci” (prod. 2DK)
4. „Na plaży w Pourville” (prod. Świerzba)
5. „Mandala” (prod. The Returners)
6. „Gra szklanych paciorków” (prod. Ceha)
7. „Żyli wśród róż” (prod. Młody/Heavy Mental)
8. „Apartament” (prod. Amatowsky)
9. „Raskolnikov” (prod. The Returners)
10. „451° Farenheita” (prod. Lanek)
11. „Za legalizacjom” (prod. SoDrumatic)
12. „Ikar” feat. Małpa (prod. The Returners)
13. „Reflektory” (prod. The Returners)
14. „Na hali” (prod. The Returners)